# Diagonală
Diagonala (geometrică) este segmentul de legătură dintre două vârfuri neînvecinate ale unui poligon (excluzând triunghiul), sau dintre două vârfuri poliedrice, necomune aceleiași fețe ale unui poliedru (corp geometric având mai multe fețe plane). Diagonalele poligonale se mai numesc și diagonale de suprafețe, iar cele din poliedre, diagonale spațiale (poliedrice).

## Calculul numărului de diagonale
Numărul total de diagonale {\displaystyle N_{d}} construibile într-un poligon convex sau concav, care are n vârfuri se calculează prin formula:
{\displaystyle N_{d}={\frac {n(n-3)}{2}}}, unde:
- (n - 3) semnifică faptul că din fiecare vârf poligonal se pot construi diagonale spre (n - 3) vârfuri, adică nu și spre sine însuși și spre cele două vârfuri imediat învecinate.
- Împărțirea cu 2 semnifică faptul că la o parcurgere totală a unui perimetru de poligon, la calculul numărului de diagonale posibile fiecare diagonală este socotită (construită) de două ori.

## Număr de diagonale calculat
Numărul {\displaystyle N_{d}} de diagonale construibile pentru poligoanele ce au maximum n = 20 de vârfuri, rezultă astfel:
| n                     | 3 | 4 | 5 | 6 | 7  | 8  | 9  | 10 | 11 | 12 | 13 | 14 | 15 | 16  | 17  | 18  | 19  | 20  |
| {\displaystyle N_{d}} | 0 | 2 | 5 | 9 | 14 | 20 | 27 | 35 | 44 | 54 | 65 | 77 | 90 | 104 | 119 | 135 | 152 | 170 |

## Poligon convex, poligon concav
La un poligon convex toate diagonalele sunt situate complet în interiorul lui, în timp ce la un poligon concav cel puțin o diagonală este construibilă în întregime în afara suprafeței poligonului.